# Psychophysiologie
Die Psychophysiologie befasst sich mit den Beziehungen zwischen psychischen Vorgängen und den zugrundeliegenden körperlichen Funktionen. Sie beschreibt, wie Emotionen, Bewusstseinsänderungen und Verhaltensweisen mit Hirntätigkeit, Kreislauf, Atmung, Motorik und Hormonausschüttung zusammenhängen.
Das Gebiet der Psychophysiologie lässt sich nach den Themen der Grundlagenforschung, nach den hauptsächlichen physiologischen Funktionssystemen oder nach den Anwendungsgebieten gliedern. Zentrale Themen sind Emotionen und die Stressreaktion, Bewusstseinsveränderungen, Entspannung, Erholung und Schlaf. Die kognitive Psychophysiologie untersucht, wie die Informationen bei einer Sinnesreizung oder bei kognitiven Aufgaben verarbeitet werden. Schmerzreaktionen und die Interozeption (lat. innere Wahrnehmung) von Körperfunktionen, beispielsweise Herzklopfen, Muskelanspannung, werden analysiert, um zu verstehen, wie körperliche Beschwerden entstehen und beeinflusst werden können. Die Frage nach den physiologischen und genetischen Grundlagen bestimmter Persönlichkeitseigenschaften knüpft an die alten Lehren über Konstitution, Körperbau und Temperament an. In der klinischen Psychologie und Psychiatrie trägt die Psychophysiologie zu neuen Erklärungsmodellen und Behandlungen bei.

## Geschichte
Der Begriff Psychophysiologie wurde von dem deutschen Psychiater Christian Friedrich Nasse (1778–1851) geprägt und überschneidet sich nicht nur in historischer Hinsicht mit dem damals ebenfalls gebräuchlichen Begriff der Psychophysik. Der Neurologe und Psychiater Hans Berger (1873–1941), der als Pionier der Elektroenzephalographie (EEG) gilt, betonte, dass es in der Psychophysiologie auf die Gleichberechtigung psychologischer und physiologischer Methoden ankommt. Die Begriffsgeschichte der Psychophysiologie, Neuropsychologie und Biopsychologie im Grenzgebiet verschiedener Disziplinen spiegelt die Auseinandersetzung wider, welche im 19. Jahrhundert zwischen Psychikern und Somatikern in der Psychologie und Psychiatrie geführt wurde und bis in die Gegenwart reicht. Es gibt verschiedene philosophische Auffassungen, ob Bewusstsein und Hirntätigkeit wechselseitig aufeinander einwirken können, ob es sich nur um zwei Seiten desselben psychophysischen Prozesses handelt, oder ob es zwei verschiedene, aber einander ergänzende, komplementäre Beschreibungen von Hirnfunktionen sind. Diese verschiedenen Auffassungen des Leib-Seele-Problems bzw. der psychophysischen Korrelation können die Theorien und die Methodenwahl der Wissenschaftler beeinflussen.
Seit der Mitte des 19. Jahrhunderts wurde es möglich, den Puls, die Atmung, später auch den Blutdruck, die elektrische Herzaktivität (Elektrokardiogramm, EKG) und Hirnaktivität (Elektroenzephalogramm, EEG) während einer Emotion oder während einer Denkaufgabe aufzuzeichnen. Die gleichzeitige Registrierung verschiedener physiologischer Veränderungen, die Polygraphie (griech. Vielschreibung), ist typisch für diese Forschungsrichtung. Psychophysiologie kann als eine der Grundlagendisziplinen für die Verhaltensmedizin, Verhaltenstherapie, die Arbeitspsychologie u. a. Anwendungsfelder angesehen werden.

## Grundlagen

### Beschreibungsebenen
Emotionen, Beanspruchung (Stress), Wachen und Schlafen sowie viele andere Zustandsänderungen können auf mehreren Ebenen beschrieben werden:
1. als Prozesse des Bewusstseins, des Erlebens und des körperlichen Befindens, welche der Selbstbeobachtung zugänglich und sprachlich mitteilbar sind,
2. als Verhaltensmuster, die in Tätigkeiten, Bewegungen und mimischem Ausdruck objektiv zu beobachten sind, und
3. als physiologische Veränderungen, die in vielen, wechselseitig aufeinander einwirkenden Funktionssystemen zu messen sind.

Im unmittelbaren Erleben, z. B. bei einem starken Ärger über ein Ereignis oder in Zuständen der Angst, scheinen diese Aspekte eine Einheit zu bilden. Die Forschung hat jedoch ergeben, dass es keine starren Zusammenhänge gibt, sondern Kopplungen und Entkopplungen von Komponenten. Ein intensives Angstgefühl ist also nicht regelmäßig von einem entsprechenden Angstverhalten (Vermeidungsverhalten) oder einer körperlich messbaren vegetativen und hormonalen Angstphysiologie begleitet.

### Psychophysiologische Aktivierung, Reaktivität und Reaktionsmuster
Aktivierung und individuelle Reaktivität sind zwei zentrale Begriffe der Psychophysiologie. Der Oberbegriff Aktivierung umfasst u. a. Emotionen, Erregung, Anspannung, Anstrengung, Überforderung (Stress-Strain-Reaktionen) und motivationale Zustände. In der Orientierungsreaktion auf einen Reiz oder während der Anforderung eine Rede zu halten und – eventuell extrem während eines Angstzustandes – zeigt sich meist eine deutliche körperliche Reaktion im Vergleich zu einer Ruhephase. In psychophysiologischen Untersuchungen, die bis zu 20 Messgrößen einbeziehen, wurde das typische Muster der Alarmreaktion beschrieben. Dazu gehören: die Zunahme der subjektiven Wachheit und Anspannung, Anstieg der Herzfrequenz, des Blutdrucks, der Atemaktivität, der Schweißsekretion und elektrischen Leitfähigkeit der Haut (elektrodermalen Aktivität), der muskulären Anspannung sowie eine zunehmende Ausscheidung von bestimmten Hormonen wie Adrenalin und Noradrenalin, Kortisol und Wachstumshormon. Demgegenüber nehmen die Durchblutung und Temperatur der Haut ab. Außerdem verändern sich das EEG und immunologische Kennwerte. Diese Alarmreaktion ist biologisch zweckmäßig, weil sie den Organismus zu Angriff oder Flucht, fight-or-flight, vorbereitet. Im Reaktionsverhalten gibt es jedoch individuelle Unterschiede, denn Einzelne reagieren unter Umständen stärker mit dem Blutdruck, mit der Muskelanspannung oder in einem anderen Organsystem. Als Reaktivität wird die überdauernde Eigenschaft einer Person bezeichnet, auf Reize und Belastungen regelmäßig mit einer stärker bzw. schwächer ausgeprägten Aktivierung zu antworten.

### Emotionen
Emotionen wie Ärger, Angst, Freude, können in ihren mimischen Ausdrucksmustern meist gut unterschieden werden, doch fehlen entsprechende physiologische Unterschiede im vegetativ-endokrinen Bereich oder im EEG. Die psychophysiologischen Untersuchungsergebnisse blieben trotz eines sehr großen Forschungsaufwandes unbefriedigend. Emotionen bewirken zwar deutliche Veränderungen gegenüber dem Ruhezustand, doch sind keine charakteristischen Muster zu beobachten. Viele biologisch orientierte Forscher halten dennoch daran fest, dass im Gehirn neurobiologische Programme für basale Emotionen angelegt sind. Ein anderer wichtiger Befund von Laboruntersuchungen lautet, dass die subjektiv erlebte Intensität von Anspannung, Beanspruchung (Stress) kaum mit dem objektiv gemessenen Grad der physiologischen Veränderungen zusammenhängt. Aus diesem Sachverhalt folgen theoretische und praktische Konsequenzen, beispielsweise für Diagnostik und Therapie.

### Interozeption
Viele körperliche Funktionen und Funktionsunregelmäßigkeiten können nicht oder nur in einer sehr eingeschränkten Weise wahrgenommen werden. Nur wenige Menschen können spontan ihren Herzschlag spüren und einigermaßen zuverlässig zählen. Die Körperwahrnehmungen werden von der jeweiligen Situation, von den vermuteten Ursachen und anderen Bedingungen beeinflusst. Insbesondere bei chronischen Krankheiten stimmen die Stärke der Beschwerden und der objektive medizinische Befund oft nicht überein. Körperliche Beschwerden sind deshalb nur im Rahmen des gesamten Krankheitsverhaltens zu interpretieren.

### Kognitive Prozesse
Wenn das Gehirn auf Sinnesreize reagiert oder wenn motorisches Handeln vorbereitet wird, bilden sich die Vorgänge auch im EEG ab. Die ausgelösten Effekte, die evozierten Potentiale und die Bereitschaftspotentiale, ermöglichen eine Lokalisierung und einen zeitlich sehr genauen Einblick wie diese Informationen verarbeitet werden. Darüber hinaus führen Bewusstseinsveränderungen, Entspannung, Monotonie oder verschiedene Schlafstadien zu typischen EEG-Veränderungen. Diese kortikale Psychophysiologie aufgrund der hirnelektrischen Befunde ist eine wichtige Richtung der Neurowissenschaft neben den bildgebenden Verfahren, die auch die Aktivität in tieferliegenden, subkortikalen Hirnstrukturen zeigen können.

### Persönlichkeitseigenschaften
Außer der morphologischen Individualität des Körperbaus gibt es auch eine relativ überdauernde biochemische und vegetativ-endokrine Individualität des Menschen, die zusammen mit angeborenen Funktionsschwächen und Krankheitsdispositionen die Konstitution des Menschen bestimmen. Die Suche nach der biologischen Basis bestimmter Persönlichkeitseigenschaften bzw. des Temperaments begann schon in der Medizin der Antike mit der Lehre von den vier Körpersäften. Später wurden Zusammenhänge mit dem Körperbau, den Blutgruppen, bestimmten Hormonen behauptet, aber bisher nicht zuverlässig nachgewiesen. Dennoch wird diese Forschung fortgesetzt aus der Überzeugung, dass Konstitution und Temperament eine gemeinsame Grundlage im Gehirn bzw. in der genetischen Ausstattung des Individuums haben müssen.
Großen Einfluss auf die neuere Psychophysiologie hatte der britische Psychologe Hans Jürgen Eysenck. Er behauptete, dass die Persönlichkeitseigenschaft Emotionalität eine biologische Basis in der vegetativ-endokrinen Reaktivität und die Persönlichkeitseigenschaft Introversion und Extraversion in der unterschiedlichen zentralnervösen Erregbarkeit haben. Wenn diese Beziehungen beim gegenwärtigen Forschungsstand nicht gesichert sind, schließt das natürlich nicht aus, dass künftig mit anderer Methodik positive Ergebnisse zu finden sind. Neuroendokrinologische und immunologische Untersuchungen mit Blick auf Eysencks Persönlichkeitstheorie zeigen mit sowohl positiven als auch negativen Befunden ein kompliziertes Bild.
Viele psychophysiologische Untersuchungen galten entweder dem sog. Typ-A-Verhalten, das durch Leistungsmotivation, Durchsetzung, aggressive Tendenzen gekennzeichnet ist, oder der ausgeprägten Neigung, sich häufig zu ärgern, ohne diese Emotion deutlich zu äußern. Ersteres wurde als erhöhtes Risiko für koronare Herzkrankheit und Herzinfarkt, letzteres als Risiko für die Entstehung des Bluthochdrucks angesehen. Umfangreiche und methodenkritische Untersuchungen ergaben keine oder nur geringfügige und deshalb für die Praxis bedeutungslose Zusammenhänge.

## Anwendungsgebiete
In vielen Bereichen haben sich Konzepte und Methoden der Psychophysiologie als theoretisch und praktisch fruchtbar erwiesen. Am Arbeitsplatz können die körperliche, geistige und emotionale Beanspruchung erfasst werden, um Arbeitsabläufe, Pausenregelung, Arbeitsgestaltung zu verbessern. Chronische Überforderung wird als Mitursache einiger Krankheiten, u. a. des Bluthochdrucks, angesehen und kann einen negativen Einfluss auf viele andere Krankheiten haben. In der klinischen Psychologie und Psychiatrie hilft die psychophysiologische Perspektive, genauere Erklärungsmodelle zu entwickeln, beispielsweise für Angststörungen, somatoforme Störungen, Borderline-Persönlichkeitsstörungen und andere psychiatrischen Krankheiten.
Während der Verhaltenstherapie werden psychophysiologische Methoden benutzt, um Behandlungsfortschritte gründlich zu erfassen. In der Praxis weit verbreitet ist auch das Schlaflabor, das sich psychophysiologischer Methoden zur Diagnostik von Schlafstörungen bedient. Im therapeutischen Bereich haben sich psychophysiologisch orientierte Entspannungsverfahren bewährt, wobei die Übungen, z. B. durch Rückmeldung der verringerten Atmung oder Muskelspannung, unspezifisch unterstützt werden. Demgegenüber wird beim Biofeedback nur der Messwert der gestörten Körperfunktion visuell oder akustisch rückgemeldet, um die Symptomreduktion, z. B. die Blutdrucksenkung, spezifisch zu lernen. Das Biofeedback hat sich in der Praxis – von Ausnahmen abgesehen – nicht so gut bewährt, wie ursprünglich angenommen wurde.
Von großer praktischer Bedeutung ist das ambulante Monitoring zur Diagnostik und zur regelmäßigen Überwachung von Körperfunktionen und Symptomen im Alltag, um kritische Veränderungen bei Risikopatienten zu erfassen und die Dosierung von Medikamenten anzupassen oder Behandlungsfortschritte zu erkennen. Das 24-Stunden-Monitoring des EKG und des Blutdrucks sind unentbehrliche Routinemethoden, denn sie bilden in unmittelbar überzeugender Weise die Reaktivität im Alltag ab, auf die es in der Diagnostik und Behandlung ankommt.

## Methoden
In den allermeisten psychophysiologischen Untersuchungen werden ausschließlich nicht-invasive, unblutige Methoden eingesetzt. Dazu gehören: Elektroenzephalogramm EEG, Elektrokardiogramm EKG (Herzfrequenz), Blutdruck, Atmung, Temperatur, Schweißabsonderung und elektrische Leitfähigkeit der Haut, körperlich-motorische Aktivität und spezielle Bewegungsmuster, Sprechaktivität. Anhand von Speichelproben kann festgestellt werden, ob sich die Werte des Hormons Kortisol ändern. Dagegen erfordern andere hormonale und immunologische Bestimmungen eine Blutabnahme. Mit dem ambulanten Assessment und Monitoring wurden neue, alltagsnahe Untersuchungsansätze entwickelt.